# No Mean City
No Mean City je desáté studiové album skotské rockové skupiny Nazareth. Vydáno bylo v lednu roku 1979 společností A&M Records a jeho producentem byl jeden z členů skupiny, kytarista Manny Charlton. Jde o první album skupiny nahrané se dvěma kytaristy v sestavě.

## Seznam skladeb
1. „Just to Get into It“ – 4:24
2. „May the Sunshine“ – 4:55
3. „Simple Solution, Parts 1&2“ – 4:59
4. „Star“ – 4:55
5. „Claim to Fame“ – 4:30
6. „Whatever You Want Babe“ – 3:42
7. „What's in It for Me“ – 4:19
8. „No Mean City, Parts 1&2“ – 6:32

## Obsazení
- Dan McCafferty – zpěv
- Manny Charlton – kytara
- Zal Cleminson – kytara
- Pete Agnew – baskytara, doprovodné vokály
- Darrell Sweet – bicí